# Henrik Pontoppidan (handelsmand)
 For alternative betydninger, se Henrik Pontoppidan (flertydig). (Se også artikler, som begynder med Henrik Pontoppidan)
Henrik (eller Hendrik) Pontoppidan (21. marts 1814 i Rær ved Thisted – 22. februar 1901 i Hamburg) var en dansk grosserer og godsejer.
Efter at have lært handel i København, Altona og Manchester nedsatte han sig 1841 som købmand i Hamburg. Her
oparbejdede han en stor, anset vare- og pengeforretning, der stod i tæt forbindelse med mange danske købmænd; allerede i 1840'erne benyttede Nationalbanken ham som kommissionær, og 1851 blev han dansk Generalkonsul.
Endnu mere intim blev hans forbindelse med Danmark, da han ved dansk hjælp gik frelst ud af handelskrisen 1857. Rundhåndet understøttede han danske industrielle, merkantile og særlig landøkonomiske foretagender. Han ejede (siden 1867) Constantinsborg ved Aarhus, som han drev op til en mønstergård, og Høgildgård ved Herning, hvor han beplantede ca. 1.100 ha hede. I forskellige legater skænkede han over 50.000 Kr. til foreningen af jyske landboforeninger og desuden store summer til Hedeselskabet, jyske Landboforeninger og Foreningen for Danmarks Fjerkræavl, der skylder ham sin oprettelse.
Henrik Pontoppidan er begravet ved Ormslev Kirke.
- Buste i Skanseparken, Århus
- Mindesten i Søndre Anlæg, Herning